# Resident Evil: Revelations
Resident Evil: Revelations, conhecido no Japão como Biohazard: Revelations (バイオ ハザード リベレーションズ Baiohazādo Riberēshonzu), é um videojogo de Survival Horror para Nintendo 3DS. O jogo é uma spin-off canônica de Resident Evil e foi desenvolvido e publicado pela Capcom. Foi lançado a 26 de janeiro de 2012 no Japão, 27 janeiro de 2012 na Europa e 7 de fevereiro de 2012 na América do Norte. Sendo um dos muitos a suportar o periférico Circle Pad Expansion.
Tendo ganhado um remaster em HD em maio de 2013 para Xbox 360, Wii U, PS3 e PC. E relançado em 1080p para PS4 e Xbox One em 29 de agosto 2017 e posteriormente para Nintendo Switch.
O jogo faz referencia a Divina comedia de Dante Alighieri

## Jogabilidade
Revelations verá um retorno ao jogo de sobrevivência ao horror como os primeiros títulos da série, com elementos como um suprimento limitado de munição, e mais ênfase na exploração e quebra-cabeças. Como em Resident Evil 4 e Resident Evil 5, câmera do jogo mantém uma visão sobre-o-ombro por trás da personagem jogável. o jogador pode mover o protagonista, enquanto aponta uma arma, e tem a opção de alternar entre uma perspectiva de primeira pessoa e terceira pessoa. Um novo item, o scanner de abastecimento, detecta objetos escondidos em todos os ambientes do jogo.

## História
Resident Evil: Revelations é definido entre Resident Evil 4 e Resident Evil 5 e retrata os acontecimentos logo após a criação do grupo de combate ao bioterrorismo BSAA. Um ano antes dos eventos do jogo, a CFB (Comissão Federal de Bioterrorismo) enviou os agentes Parker Luciani e Jessica Sherawat para manter a "cidade flutuante" de Terragrigia sob controle depois que a organização bioterrorista Il Veltro lançou um ataque contra a cidade utilizando seres vivos geneticamente modificados, conhecidos como armas biológicas orgânicas (B.O.W) em oposição ao desenvolvimento de energia solar de Terragrigia. No presente, Clive R. O'Brian envia os agente da BSAA Jill Valentine e Parker para procurar os agentes Chris Redfield e Jessica, em sua última localização conhecida, o Cruzeiro Queen Zenobia no Mar Mediterrâneo. Eles supostamente tinham desaparecido durante a missão de investigar um possível reaparecimento da Veltro. A bordo do navio, Jill e Parker encontram várias armas biológicas infectadas com o vírus T-Abyss e entram em uma sala onde eles acreditam que Chris está preso, percebendo tarde demais que era uma armadilha aparentemente por um membro da Veltro. Enquanto isso, Chris e Jessica encontram uma base de operações da Veltro; a pista de pouso Valkoinen Mökki nas montanhas. Informados por O'Brian que Jill e Parker perderam contato no Mar Mediterrâneo, eles vão investigar o paradeiro dos agentes. O'Brian também envia agentes da BSAA Quint Cetcham e Keith Lumley para Valkoinen Mökki para coletar informações.
Despertando em quartos separados, Jill e Parker se encontram novamente e assistem a uma transmissão de vídeo de um membro da Veltro ameaçando infectar um quinto dos oceanos da Terra com o T-Abyss, que foi criado em retaliação à FBC por seu envolvimento na destruição das forças de Veltro em Terragrigia. Jill e Parker vão para a antena do navio a pedido de evacuação, mas são informados que um ataque por satélite no Queen Zanobia foi ativado pelo diretor da FBC Morgan Lansdale. O pedido é negado por O'Brian pois não conseguiriam um resgate a tempo. Apesar de suas tentativas de confundir o sistema do satélite, causando uma falha de ignição no navio, o ataque inunda o navio com água. Chris e Jessica chegam ao Queen Zenobia e, eventualmente, encontram-se com Jill e Parker. O membro da  Veltro aparece e coloca várias questões insinuando uma conspiração maior. No entanto, Jessica atira nele antes que ele possa revelar mais. Parker desmascara-o e descobre que ele era seu parceiro da FBC Raymond Vester. Ele aparentemente morre depois de sussurrar algo para ele. Depois, Chris e Jill fazem o seu caminho para o laboratório do navio para impedir que o vírus contamine o mar, enquanto Parker e Jessica procuram uma maneira de evitar que o navio afunde. Durante a busca, Parker vira a arma para Jessica, suspeitando de ela ser uma agente dupla, como dito por Vester. Ao mesmo tempo, Raymond revela-se estar vivo, tendo usado um colete kevlar, e trabalha com O'Brian. Jessica então atira em Parker e inicia uma seqüência de auto-destruição do navio, antes de fugir.
Tendo encontrado o laboratório, Chris e Jill são confrontados por Lansdale através de um uplink de vídeo, revelando que ele trabalhou com a Veltro no Pânico de Terragrigia, em um esforço para aumentar o financiamento da FBC e influência internacional. Os agentes neutralizam o vírus e procedem a um ponto de extração. Ao longo do caminho, eles se encontram com Parker ferido. Apesar da tentativa do par de salvar ele, Parker cai de uma passarela quebrada. O'Brian informa Chris e Jill que ele havia orquestrado os eventos em um esforço para reunir provas do envolvimento de Lansdale em Terragrigia. Ele também informa-os sobre os resultados da análise de dados de Keith e Quint: a existência de um navio abaixo das ruínas de Terragrigia, que foi destruída por Lansdale para eliminar provas incriminatórias de seu envolvimento. No entanto, Lansdale prende O'Brian, acusando-o de trabalhar com a Veltro. Chris e Jill partem em busca do líder da Veltro Jack Norman, sabendo que ele tem provas contra Lansdale. Ele injeta-se com uma overdose do vírus, que o transforma em um novo tipo de Tyrant. Após uma longa batalha, Chris e Jill o derrotam e transmitem um vídeo, expondo Lansdale. Como resultado, O'Brian é libertado e a FBC é desfeita. No final, é revelado que Parker foi salvo por Raymond da explosão. Em uma cena pós-créditos, Raymond encontra Jessica em um café e lhe dá uma amostra do T-Abyss. Ela pergunta por que ele salvou Parker, ele responde que  "tinha suas razões".

## Recepção
Resident Evil: Revelations foi bem recebido pela maior parte da critica especializada. Detém uma média de 81% no site agregador de criticas Metacritic.
A revista Games Master (Reino Unido) com uma pontuação de 9.1/10 afirma que: "É um dos mais assustadores jogos portáteis e um espetacular regresso à boa fórmula.
O site IGN com uma pontuação de 8.5/10 afirma que: "A Capcom recupera o terror de sobrevivência mas com alguns tropeções ao longo do caminho...Revelations é um grande jogo portátil, que não só empurra os limites e padrões da Nintendo 3DS, mas que resgata um espírito há muito esquecido de uma franquia clássica".
A Eurogamer Portugal atribuiu uma nota de 8/10 referindo que: "Sem têm uma 3DS ou estão a pensar em adquirir uma, então Resident Evil: Revelations é uma das melhores propostas que podem encontrar. A história acaba por ser uma desilusão quando comparada com outros títulos da série, mas é um jogo incrivelmente bem executado. A campanha agrada a gregos e a troianos, havendo tanto momentos para survival horror como ação."
A versão remaster de 2013 vendeu 2,1 milhões de unidades segundo a Capcom.

## Relançamentos
No dia 11 de janeiro de 2013, o site "exophase.com", liberou 50 conquistas do game para XBox 360, além de revelar que o jogo se chamará "Resident Evil Revelations Unveiled Edition". E como o número de troféus é muito grande, o jogo não só será lançado em formato digital como também em formato físico. Porém, a Capcom não se pronunciou diante isso.
No dia 13 de janeiro (de 2013), a revista Nintendo postou uma imagem de sua próxima edição, que chega dia 13 de fevereiro, e nela dizia: “Are you scared? You should be…” ("Está com medo? Deveria...") e "World Exclusive! The first look at a stunning new game.” ("Mundo Exclusivo! O primeiro olhar para um jogo novo e impressionante."). Ao lado desta página, tem também a foto de um maquinário pesado parecido com o maquinario visto nesse game, além do maquinário, é possível ver uma sombra nele. Porém, nada confirmado se será o "Resident Evil: Revelations" ou algum jogo novo.
No dia 22 de janeiro de 2013 a Capcom confirmou "Resident Evil Revelations" para: Playstation 3, XBox 360, Wii U e Windows. O joga estará disponível dia 21 de maio ainda deste ano. A capcom também confirmou que HUNK estará disponível no Raid Mode. Foi revelado também que  haverá novos inimigos e que a legenda em português ainda está em planejamento.
No dia 24 de janeiro de 2013 o site oficial RESIDENTEVIL.NET já está se preparando para a chegada do game, tendo suporte para a plataforma Wii U (para PC será em breve), além de desbloquear futuramente dioramas de Chris e Jill deste game.
Ainda no dia 24 de janeiro de 2013, Resident Evil Revelations: Unveiled Edition terá edições especiais no Japão, são elas:
- Premium Set: contém o jogo RE: Revelations Unveiled Edition, um porta-cartões da BSAA, um CD com a trilha sonora oficial do jogo, e um relógio da BSAA fabricado pela GSX Watches. O Premium Set custa 42.000 ienes, cerca de R$ 1 mil;
- Limited Set: contém o jogo RE: Revelations Unveiled Edition, um porta-cartões da BSAA e o CD com a trilha sonora oficial do jogo. Esse pacote sai por 7.400 ienes, cerca de R$ 170;
- BSAA Watch Set: contém o jogo RE: Revelations Unveiled Edition e um relógio da BSAA fabricado pela GSX. O valor desse pacote fica em 39.000 ienes, cerca de R$ 900.

Ainda no mesmo dia, a Capcom afirmou porque o game não será relançado para o PS Vita, afirmando que queria ver o game em grandes telas e em surround, e que muita coisa precisaria mudar para adapta-lo ao mesmo.
No dia 7 de fevereiro de 2013, a revista oficial da Playstation disse que o game terá legendas português (assim como Resident Evil 6) e mais tarde, a Capcom Brasileira confirmou que o game será legendado.
NO dia 11 de fevereiro de 2013, a revista oficial da Playstation afirmou que mais personagens (além de Hunk) poderá vir como DLC para o Raid Mode, porém, nada confirmado ainda.
No dia 14 de fevereiro de 2013, foram liberados 2 gameplays, um com o Hunk no Raid Mode, e outro com Jill no 4º episódio da campanha sendo controlada por Mike Lunn, além disso, foram liberadas também, imagens do game.
No dia 15 de fevereiro de 2013, foram liberadas as capas da versão europeia do game (e provavelmente, da versão ocidental, mas nada confirmado). A Capcom afirmou também, que os inimigos terão suas posições alteradas em cada partida, tornando o game mais assustador.
No dia 19 de fevereiro de 2013, o game recebeu sua 1ª crítica negativa, o site "Computer and Videogames", disse que os fã irão se decepcionar um pouco com os gráficos, pois alguns detalhes das roupas do personagens tem qualidade inferior para consoles de mesa (como em Resident Evil 6), além disso, o site afirmou também que: "As cutscenes e elementos dos cenários apresentam problemas nas texturas e alguns serrilhados especialmente nas bordas" e "As pinturas existentes nas paredes do Queen Zenobia, tornam-se uma grande confusão de pixels quando você se aproxima delas.". Porém, o site também elogiou o game em vários aspectos, como a jogabilidade e o enredo e também diz que o game traz de volta o terror visto nos 3 primeiros games da série (Resident Evil 1, 2 e 3).
No dia 20 de fevereiro de 2013, na entrevista à "Revista Oficial do PlayStation", o produtor do game, Tsukasa Takenaka, comentou diversos aspectos da produção do jogo, tais como a nova dificuldade (Infernal), um novo inimigo, os gráficos do game que foram "refeitos" para o lançamento dos consoles de mesa, novos personagens para o Raid Mode (como Hunk), porém, afirmou também que o game terá suas DLCs e que não haverá conteúdo adicional no disco. Entre esses DLCs, estão as novas armas para Jill (Samurai Edge), Parker (Colt 1911) e Jessica (pistola G18), o DLC estará na pre-venda do game, e futuramente, para compra na Live e PSN.
No dia 29 de agosto de 2017,foi relançado para para a oitava geração PlayStation 4, Xbox One. Foi também anunciado, junto com o Revelations 2,para ser lançado ainda em 2017 para Nintendo Switch